# 中宁站
中宁站，位于中华人民共和国宁夏回族自治区中卫市中宁县石空镇，是包兰铁路上的火车站，建于1958年，由兰州局集团管辖。

## 歷史
- 建于1958年。

## 車站周邊
- 中国农业银行中宁石空火车站分理处
- 中宁三中
- 中国邮政储蓄银行中宁石空营业所
- 石空镇人民政府

## 外部連結
- 中国铁路客户服务中心（页面存档备份，存于）